# ون هلسینگ
ون هلسینگ (به انگلیسی: Van Helsing) فیلمی در ژانر اکشن، گوتیک ترسناک به نویسندگی و کارگردانی استیون سامرز و محصول سال ۲۰۰۴ ایالات‌متحده آمریکا است. هیو جکمن در نقش ون هلسینگ ویژیلانته و شکارچی هیولا و کیت بکینسیل در نقش آنا والریوس بازی می‌کنند. رده سنی این فیلم PG-13 است. ون هلسینگ هم برای تکریم و ادای احترام به فیلم‌های هیولای ترسناک جهانی از دهه‌های ۱۹۳۰ و ۱۹۴۰ است (همچنین توسط یونیورسال پیکچرز تولید شد که به نوبه خود تا حدی بر اساس رمان‌های برام استوکر و مری شلی بود)، که سامرز از طرفداران آن‌ها است.
شخصیت همنام از آبراهام ون هلسینگ شکارچی خون آشام هلندی از رمان دراکولا اثر نویسنده ایرلندی برام استوکر الهام گرفته شده‌است. این فیلم که توسط یونیورسال پیکچرز منشر شده‌است، شامل تعدادی هیولا مانند کنت دراکولا (و دیگر خون آشام ها)، هیولای فرانکنشتاین ، دوئرگار ، آقای هاید و گرگینه‌ها است که شبیه به فیلم‌های چند هیولایی است که یونیورسال در دهه ۱۹۴۰ تولید کرد. به عنوان مثال فیلم‌هایی همچون فرانکشتاین با مرد گرگ ملاقات می‌کند ، خانه فرانکشتاین و خانه دراکولا. این فیلم به طور کلی نقدهای منفی دریافت کرد، اما در مقابل بودجه ۱۶۰ تا ۱۷۰ میلیون دلاری، ۳۰۰.۲ میلیون دلار در سراسر جهان فروخت.

## خلاصۀ داستان
یک شکارچی هیولاها به اسم آبراهام ون هلسینگ در اواخر سده ۱۹ (میلادی) پس از اتمام اولین مأموریتش که تعقیب و نابودی آقای هاید است به واتیکان فراخوانده می‌شود. او از سوی واتیکان مأموریت می‌یابد هرچه زودتر عازم ناحیه ترانسیلوانیا در کشور رومانی شود و در آنجا کنت دراکولا را بیابد و نابود سازد تا جلوی جنایت‌های این هیولای خون‌خوار و همسرانش را بگیرد. ون هلسینگ همراه دستیارش کارل و با مجهز شدن به ابزارهای پیشرفته برای شکار دراکولا عازم کشور رومانی می‌شود. او در آنجا با زن زیبایی به اسم آنا آشنا می‌شود که آخرین فرد از خاندانی است که به داشتن زندگی جاودانی نفرین شده‌اند و تنها با نابودی دراکولا می‌توانند به آرامش ابدی دست یابند. از طرف دیگر دراکولا در پی تولیدمثل است و چون او و همسرانش به‌طور طبیعی قادر به این کار نیستند، تصمیم دارد با استفاده از برادر آنا که تبدیل به یک گرگینه شده و سپس استفاده از هیولای فرانکنشتاین، بچه‌هایش را به دنیا بیاورد تا بتواند نسل بشر را نابود سازد. اکنون ون هلسینگ باید به همراه آنا با دراکولا مقابله کنند.

## موسیقی متن
موسیقی متن اصلی فیلم توسط آلن سیلوستری ساخته شده‌است.